# Club de Cuervos
Club de Cuervos es una serie web de comedia y drama mexicana, creada por Gaz Alazraki y Michael Lam. Está protagonizada por Mariana Treviño, Luis Gerardo Méndez, Stephanie Cayo, Daniel Giménez Cacho, Jesús Zavala, Ianis Guerrero y Sofía Sisniega. La serie se estrenó mundialmente el 7 de agosto de 2015 en Netflix. Es la primera serie original de Netflix en español. 
La serie fue la primera producción original de Netflix en español. La primera temporada del programa se estrenó el 7 de agosto de 2015 en el servicio de streaming, recibiendo críticas en su mayoría positivas de los críticos, que elogiaron el ritmo y la originalidad de la serie.
El 28 de octubre de 2015, Netflix renovó la serie para una segunda y tercera temporada, que se estrenaron en 2016 y 2017, respectivamente.
El 25 de enero de 2019, Netflix estrenó la última temporada de la serie.
Actualmente, Club de Cuervos forma parte de la Kings League Santander Américas como club de fútbol, tiene de presidentes a los streamers NataliaMX y PipePunk. Aunque no tiene relación alguna con la serie, NataliaMX y PipePunk son dueños y presidentes del equipo, mientras que Netflix, Gaz Alazraki y Michael Lam son dueños de la marca.

## Argumento
La serie inicia con el fallecimiento de Salvador Iglesias, presidente y dueño del club deportivo de primera división «Cuervos de Nuevo Toledo» e importante figura pública, que ayudó al desarrollo económico del mismo pueblo. Tras su muerte, sus hijos Salvador Iglesias Jr. e Isabel Iglesias deciden competir para hacerse del control del equipo.
Por un lado, Salvador se inspira con las últimas palabras que le dirigió su padre: «Sé un capitán», y decide tomar la presidencia del equipo, con el objetivo de convertirlo en «El Real Madrid de Latinoamérica», a pesar de su inexperiencia y egocentrismo. Por otra parte Isabel, una persona neurótica y controladora, considera ser la única capaz de mantener al equipo y evitar su descenso. Todo esto se complica con la aparición de Mary Luz Solari, quien presume estar embarazada de Salvador (padre) y reclama un tercio de la herencia de este (algo en lo que Salvador Jr. está de acuerdo, pero Isabel reprueba completamente).
Las fricciones entre Salvador Jr e Isabel aumentan, mientras el equipo se desestabiliza, afectando a los miembros de la directiva, los patrocinios, las relaciones entre los jugadores, e inclusive arriesgando el descenso de división. Es una semblanza de los conflictos que se suscitan en un club deportivo, visto desde el punto de vista de los altos mandos.

## Reparto

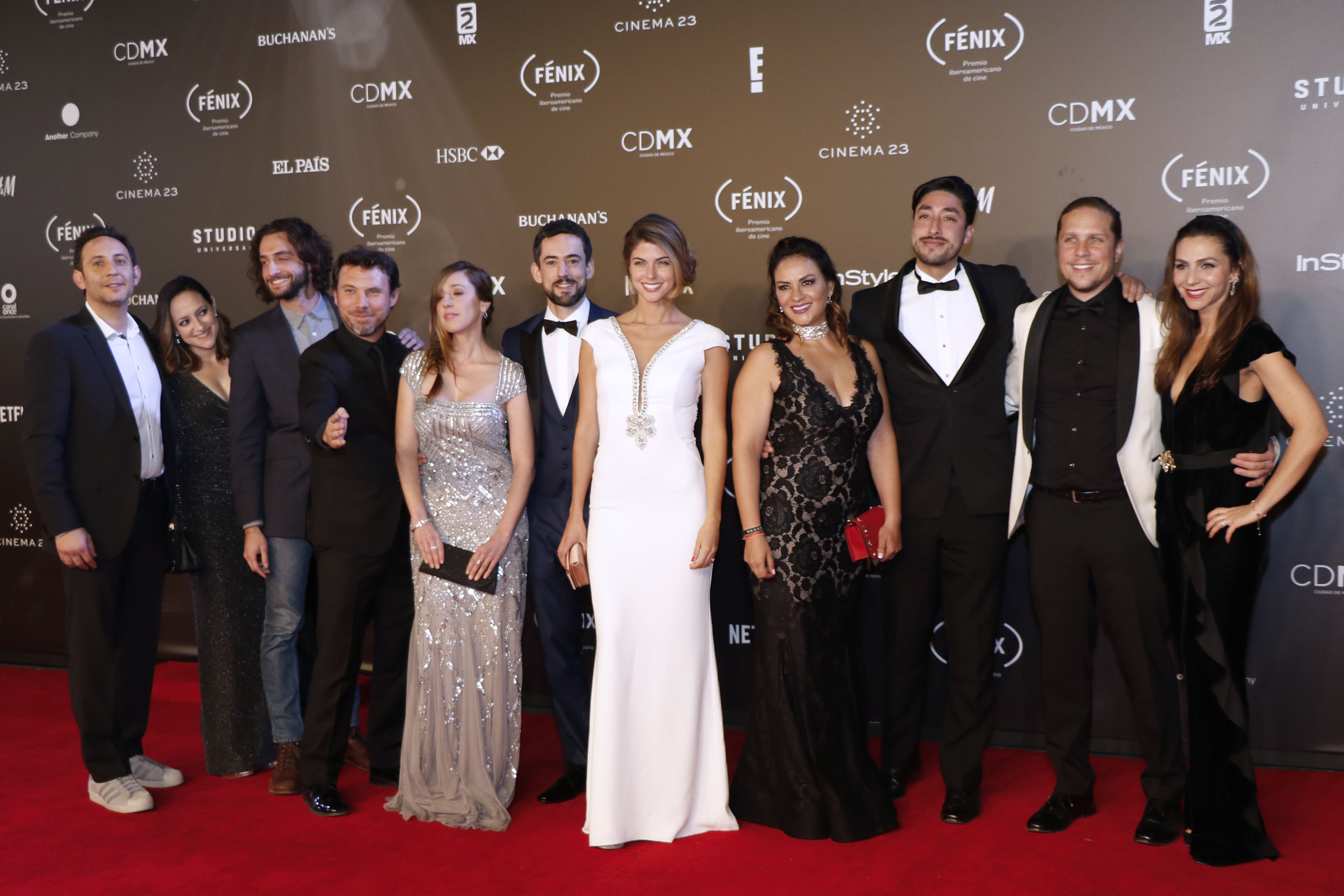
Reparto de Club de Cuervos en los Premios Fénix 2017

#### Reparto principal
- Luis Gerardo Méndez como Salvador Iglesias Jr
- Mariana Treviño como Isabel Iglesias
- Andrés Pardavé como el Gobernador Gómez Prieto
- Arap Bethke como Juan Pablo Iglesias
- Jesús Zavala como Hugo Sánchez
- Antonio de la Vega como Rafael Reina
- Joaquín Ferreira como Diego Armando Romani "El Potro"
- Stephanie Cayo como Mary Luz Solari
- Daniel Giménez Cacho como Félix Domingo
- Ianis Guerrero como Moisés Suárez

#### Reparto recurrente
- Eileen Yáñez como Ximena Suárez
- Raúl Briones como Pepenador (T3, T4)
- Sofía Niño de Rivera como Emilia
- Gutemberg Brito como Río (T1, T2, T3)
- Claudia Vega como Vanessa Iglesias (T1, T2, T3, T4)
- Verónica Terán como Gloria Iglesias (T1, T2, T3, T4)
- Gustavo Ganem como el Tío Luis Iglesias (T1, T2, T3, T4)
- Mauro Mauad como Federico "Fede" Marchetta (T2, T3, T4)
- Mark Alazraki como Cronista Malo (T1, T2, T3)
- Francisco Alanís "Sopitas" como Cronista Bueno (T1, T2, T3, T4)
- Luis Fernando Padilla como Beto (T1)
- Óscar Olivares como Susanita (T1, T2)
- Pedro Mira como Sr. Rubio (T1)
- Sofía Sisniega como Paty Villa (T1, T2, T3, T4)
- Víctor Duroc como Sammy (T1, T2, T3, T4)
- Andrés Montiel como Víctor Valdés (T1)
- José Carlos Rodríguez como Freddy Pausini (T1)
- Aldo Escalante como Carmelo Escalante (T1, T2, T3, T4)
- Juan Luis Orendain como Abraham (T1, T2)
- Luis Fernández Gil como Ricky Lamas (T2, T4)
- Paco Mauri como Padre Ceferino (T1, T2, T4)
- Jonathan Levit como Walter Bazaar
- Daniel Huerta Plata Le Pollé
- Ricardo Polanco como Pollo (T1)
- Norma Angélica como Doña Beatriz (T3)
- Melissa Barrera como Isabel Cantu (T3)
- Juan Esteban Aponte como Elvis (T4)
- Gianina Arana como Dalia (La Balada de Hugo Sánchez)
- Markin López como Benito "El Zombie" Guerrero (T3, T4)
- Guillermo Dorantes como Julito
- Renato Gutz como Axel Carmenara (T3,T4)
- Alosian Vivancos como Aitor Cardoné (T1, T2, T4)
- Carlos Bardem como Eliseo Canales
- Emilio Guerrero como Goyo (T1, T2, T3)
- Said Sandoval como Cuauhtémoc Cruz
- Daniel Villar como abogado Aitor Cardoné (T2)
- Luis Rábago como Salvador Iglesias Sr.
- Sacha Marcus como Fernando

### Invitados
- Antonio Valdés como señor en comisaría
- Claudio Yarto como productor DJ
- África Zabala como actriz Sensual
- María Chacón como Belén
- Sergio Mayer como reportero Carmenara
- José Jesús Martínez Patiño como él mismo
- Alberto Lati como él mismo
- David Faitelson como él mismo
- José Ramón Fernández como él mismo
- Emilio Fernando Alonso como él mismo
- Alfonso Vera como él mismo
- Juan Pablo Fernández como él mismo
- Shanik Berman como ella misma
- Javier Poza como él mismo
- Mauricio Pedroza como él mismo
- Marco Fabián como él mismo
- Moderatto como ellos mismos
- Rafael «Rafa» Márquez como él mismo
- Francisco «Kikín» Fonseca como él mismo
- Moisés «Moy» Muñoz como él mismo
- Emilio Azcárraga como él mismo
- Chumel Torres como él mismo

## Producción

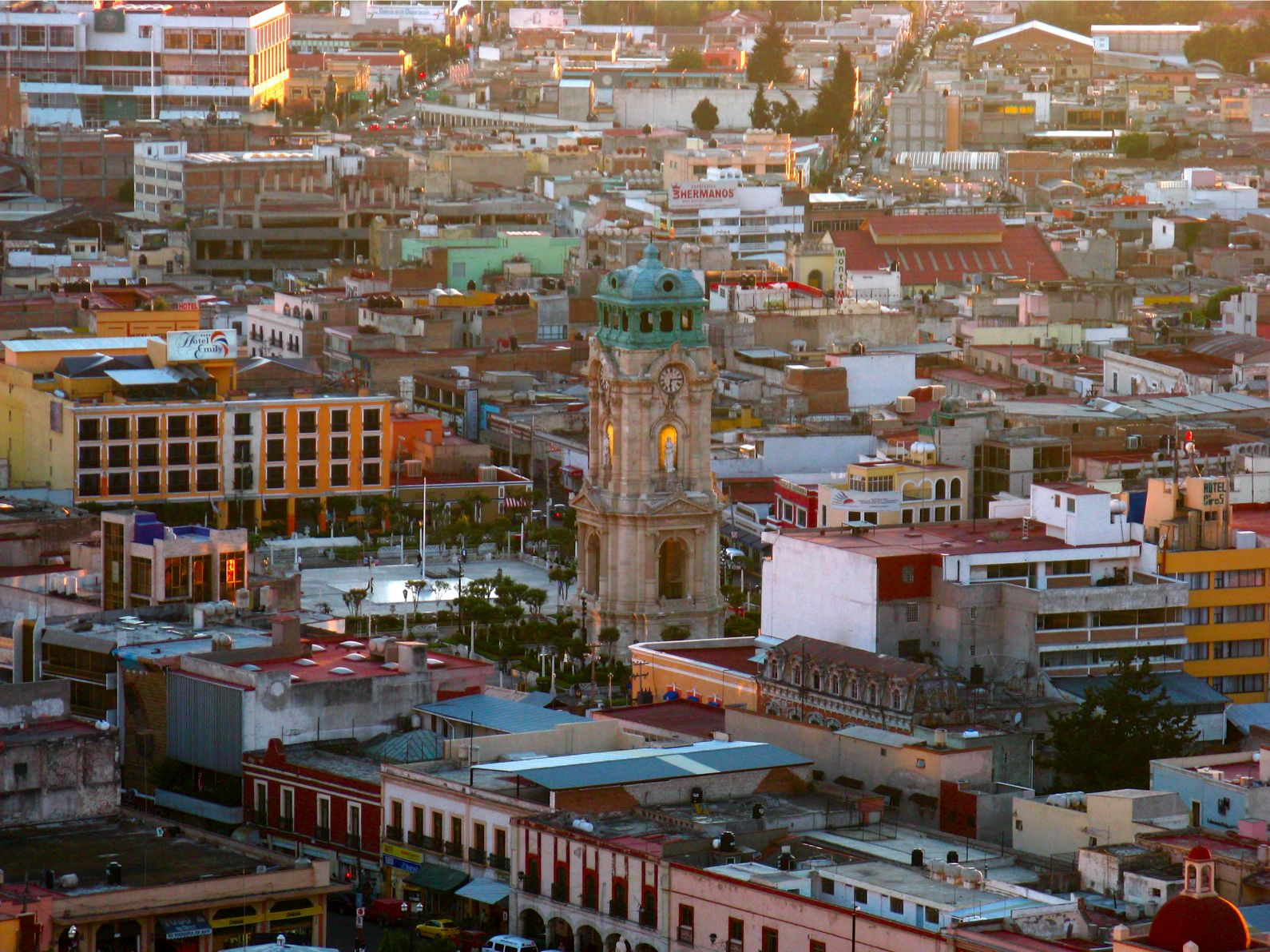
La serie fue filmada en la ciudad de Tepozotlan, Estado de México

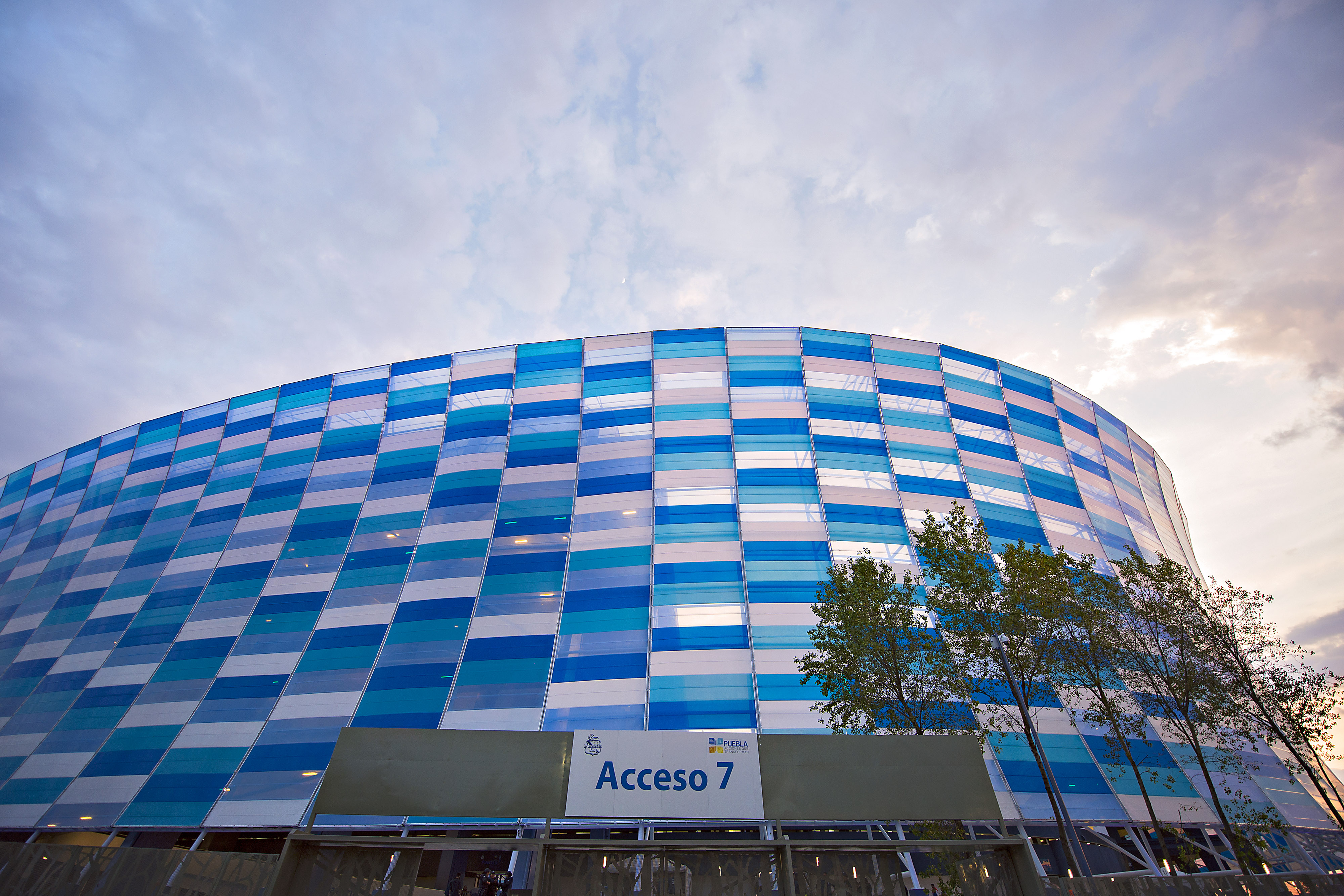
Estadio Cuauhtémoc.

El 14 de enero de 2015, Netflix anunció que comenzaran a filmar en México, su primera producción original en español, bajo la producción de Moisés Chiver, Leonardo Zimbron y Mónica Vargas Celis. La producción de la serie comenzó el 23 de enero de 2015 en la ciudad de Pachuca de Soto en el Estadio Hidalgo.    Mientras que la tercera temporada y episodios de la cuarta se filmaron en Puebla y en el Estadio Cuauhtémoc. El 13 de julio de 2015, Netflix lanzó el primer tráiler del programa.

## Episodios
| Temporada | Temporada | Episodios | Fecha de estreno en línea |
| --------- | --------- | --------- | ------------------------- |
|           | 1         | 13        | 7 de agosto de 2015       |
|           | 2         | 10        | 10 de diciembre de 2016   |
|           | 3         | 10        | 29 de septiembre de 2017  |
|           | 4         | 12        | 25 de enero de 2019       |